# Romance a cigarety
Romance a cigarety (v anglickém originále Romance & Cigarettes) je americká filmová komedie z roku 2005. Režisérem filmu je John Turturro. Hlavní role ve filmu ztvárnili James Gandolfini, Susan Sarandon, Kate Winslet, Steve Buscemi a Bobby Cannavale.

## Obsazení
| James Gandolfini   | Nick Murder        |
| Susan Sarandon     | Kitty Kane Murder  |
| Kate Winslet       | Tula               |
| Steve Buscemi      | Angelo             |
| Bobby Cannavale    | Chetty Jr./Fryburg |
| Mandy Moore        | Baby Murder        |
| Mary-Louise Parker | Constance Murder   |
| Aida Turturro      | Rosebud/Rara       |
| Christopher Walken | Bo                 |